# Sungai Lueng
Sungai Lueng is een bestuurslaag in het regentschap Langsa van de provincie Atjeh, Indonesië. Sungai Lueng telt 2148 inwoners (volkstelling 2010).